# Parrott (Georgia)
Parrott è un comune degli Stati Uniti d'America, situato nello Stato della Georgia, nella contea di Terrell.